# Zoot
Zoot war eine australische Pop/Rock-Band aus Adelaide und wurde 1965 gegründet. Bekannte ehemalige Mitglieder sind Beeb Birtles und Rick Springfield.

## Einflüsse
Zoots Einflüsse waren in ihren Anfangstagen vor allem Mod- und Merseybeatmusik, welche Mitte der 60er aus England rüberschwappten. Ende der 60er nahm die Band auch verstärkt härtere Lieder auf, nach dem Vorbild von Deep Purple, Ten Years After oder Led Zeppelin.

## Das erste Erscheinungsbild (1965–1967)
Auch wenn Zoot eine der populärsten australischen Gruppen der 60er waren, wird ihre Musik oft als „Teenie“- oder „Bubblegum“musik abgetan. Ihnen wird ein eher zartes und sogar homosexuelles Erscheinungsbild zugeschrieben. Dies liegt in erster Linie daran, dass sich das Management der Band eine „Think-Pink-Think-Zoot“-Kampagne ersann. Das Vorhaben war, alle Mitglieder der Band in rosa Sachen zu stecken, sie in einem rosa Fahrzeug herumfahren zu lassen und sogar einen Hund, dessen Fell rosa gefärbt wurde, immer mit sich zu tragen. Obwohl die Aufmerksamkeit der Presse wegen dieses Erscheinungsbildes geweckt wurde und auch viele junge Mädchen Fans wurden, wirkte sich diese Veränderung eher schlecht auf die Band aus. Sie hatte kaum noch männliche Fans, und ihre Glaubwürdigkeit als ernsthafte Rockmusiker stand auch im Kreuzfeuer der Kritik.

## Das neue Erscheinungsbild (1968–1971)
Zoot waren es leid, von der Presse und dem männlichen Publikum verhöhnt und als „Schwuchteln“ beschimpft zu werden, und entschieden sich 1968 dafür, sich ein neues Erscheinungsbild zuzulegen. In einem Live-Auftritt, der im Fernsehen ausgestrahlt wurde, zündeten sie daher 1968 ihre rosa Sachen auf der Bühne an. 
Ihre erste Single mit dem neuen Image war Hey Pinky. Das Lied ist sehr hart eingespielt und erinnert an Led Zeppelin. Der Song wurde von Rick Springfield geschrieben, konnte jedoch keine erfolgreiche Platzierung in den australischen Hitparaden verbuchen. Auch ein Cover des Beatle-Stücks Eleanor Rigby hatte nicht den erwarteten Erfolg und so trennte sich die Band 1971.

## Diskografie (Alben)
- 1969: Just Zoot
- 1971: Zoot Out
- 1980: Best Of The Zoot Locker 1969–1971